# ウィングス・ハウザー
ウィングス・ハウザー（Wings Hauser, 本名：Gerald Dwight Hauser、1947年12月12日 - 2025年3月15日）は、アメリカ合衆国の俳優。
ハリウッド出身。父は映画監督のドワイト・ハウザー。息子のコール・ハウザーも俳優。
性格俳優として知られ主にB級映画やテレビ映画、テレビドラマを中心に活躍、主演から悪役までこなすほか、脚本家、映画監督としても活動している。
2025年3月15日、ロサンゼルスで死去。78歳没。

## 主な出演作品

### 映画
- 体当り決死隊 First to Fight (1967) クレジットなし
- ドッグ・ソルジャー Who'll Stop the Rain (1978)
- ザ・モンスター Vice Squad (1982)
- ホームワーク Homework (1982)
- ゴースト・ダンシング Ghost Dancing (1983) テレビ映画
- デッドリー・コップ・クーパー Deadly Force (1983)
- ミュータント/人類改造計画 Night Shadows (1984)
- ソルジャー・ストーリー A Soldier's Story (1984)
- コマンド5 Command 5 (1985) テレビ映画
- 長く熱い夜 The Long Hot Summer (1985) テレビ映画
- エアウルフ2 Airwolf II (1985) テレビ映画
- ジョ・ジョ・ダンサー Jo Jo Dancer, Your Life Is Calling (1986)
- タフガイは踊らない Tough Guys Don't Dance (1987)
- 殺しのオデッセイ No Safe Haven (1987) 脚本も
- ハイウェイマン The Highwayman (1987) テレビ映画
- 新・弁護士ペリー・メイスン/殺意の石像 Perry Mason: The Case of the Scandalous Scoundrel (1987) テレビ映画
- 真昼の決闘 '88/殺戮汚染都市 Nightmare at Noon (1988)
- 甦る悪夢 The Carpenter (1988)
- リーズン・トゥ・ダイ/ニューヨーク殺人特急 Reason to Die (1989)
- L.A.コマンド Coldfire (1990) 製作・監督も
- スクワッド/栄光の鉄人軍団 The Siege of Firebase Gloria (1989)
- ベッドルーム・アイズ Bedroom Eyes II (1989)
- シャドー・ブレイン/洗脳と破壊のストリート Street Asylum (1990)
- L.A.バウンティ L.A. Bounty (1989)
- ミラクルマスター II/L.A.時空大戦 Beastmaster 2: Through the Portal of Time (1991)
- 渇きの代償 Bump in the Night (1991) テレビ映画
- ボディ・マニア/裸体監禁 The Art of Dying (1992) 監督も
- デス・クリーチャー/殺戮変異体 Watchers 3 (1994)
- SKINS/超暴力集団 Skins (1994) 脚本・製作・監督も
- ホットシティ Original Gangstas (1996)
- インサイダー The Insider (1999)
- エスケープ・フロム・タウン/どこか遠くへ Clean and Narrow (1999)
- 復讐という名の絆 Irish Eyes (2004)
- ストーン・エンジェル The Stone Angel (2007)
- ラバー Rubber (2010)

### テレビドラマ
- ザ・ヤング・アンド・ザ・レストレス The Young and the Restless (1980, 2010)
- 私立探偵マグナム Magnum, P.I. (1981)
- 俺たち賞金稼ぎ!!フォール・ガイ The Fall Guy (1983)
- 特攻野郎Aチーム The A-Team (1985)
- ジェシカおばさんの事件簿 Murder, She Wrote (1985, 1991, 1993, 1996)
- チャイナ・ビーチ China Beach (1990 - 1991)
- ロザンヌ Roseanne (1992 - 1993)
- スペース・レンジャーズ Space Rangers (1993)
- 炎のテキサス・レンジャー Walker, Texas Ranger (1994)
- ビバリーヒルズ青春白書 Beverly Hills, 90210 (1994 - 1996)
- 新・燃えよ!カンフー Kung Fu: The Legend Continues (1995)
- 犯罪捜査官ネイビーファイル JAG (1996)
- Arli$$ (1997, 2002)
- キングピン Kingpin (2003) テレビミニシリーズ
- CSI:マイアミ CSI: Miami (2003)
- サード・ウォッチ Third Watch (2005)
- Dr.HOUSE House M.D. (2005)
- 名探偵モンク Monk (2006)
- コールドケース 迷宮事件簿 Cold Case (2007)
- BONES Bones (2008)
- 女捜査官グレイス 〜 天使の保護観察中 Saving Grace (2008)
- メンタリスト The Mentalist (2009)
- クリミナル・マインド FBI行動分析課 Criminal Minds (2010)
- ディフェンダーズ 闘う弁護士 The Defenders (2010)
- CSI:科学捜査班 CSI: Crime Scene Investigation (2013)
- HAWAII FIVE-0 Hawaii Five-0 (2015)
- リゾーリ&アイルズ ヒロインたちの捜査線 Rizzoli & Isles (2016)
- キャッスル 〜ミステリー作家は事件がお好き Castle (2016)

## 出演以外
- 地獄の7人 Uncommon Valor (1983) 原案・製作補